# Succès Masra
Succès Masra (în arabă سوكسيه ماسرا, n. 30 august 1983, Ciad) este un economist și om de stat din Ciad, care a fost prim-ministru din ianuarie până în mai 2024.

## Biografie
A urmat studii în Ciad, Camerun și Franța.
A studiat la Universitatea Catolică din Africa Centrală din Yaoundé, la Universitatea Catolică din Lille, la Sciences Po Paris, la Harvard, la Oxford, iar în cele din urmă a obținut un doctorat în economie la Sorbona, cu o teză despre Africa în fața provocărilor economiei post-petrol. Și-a susținut teza în 2016.
După mai multe experiențe în sectorul privat, devine economist pentru Banca Africană de Dezvoltare⁠(d) (BAD).

### Carieră politică

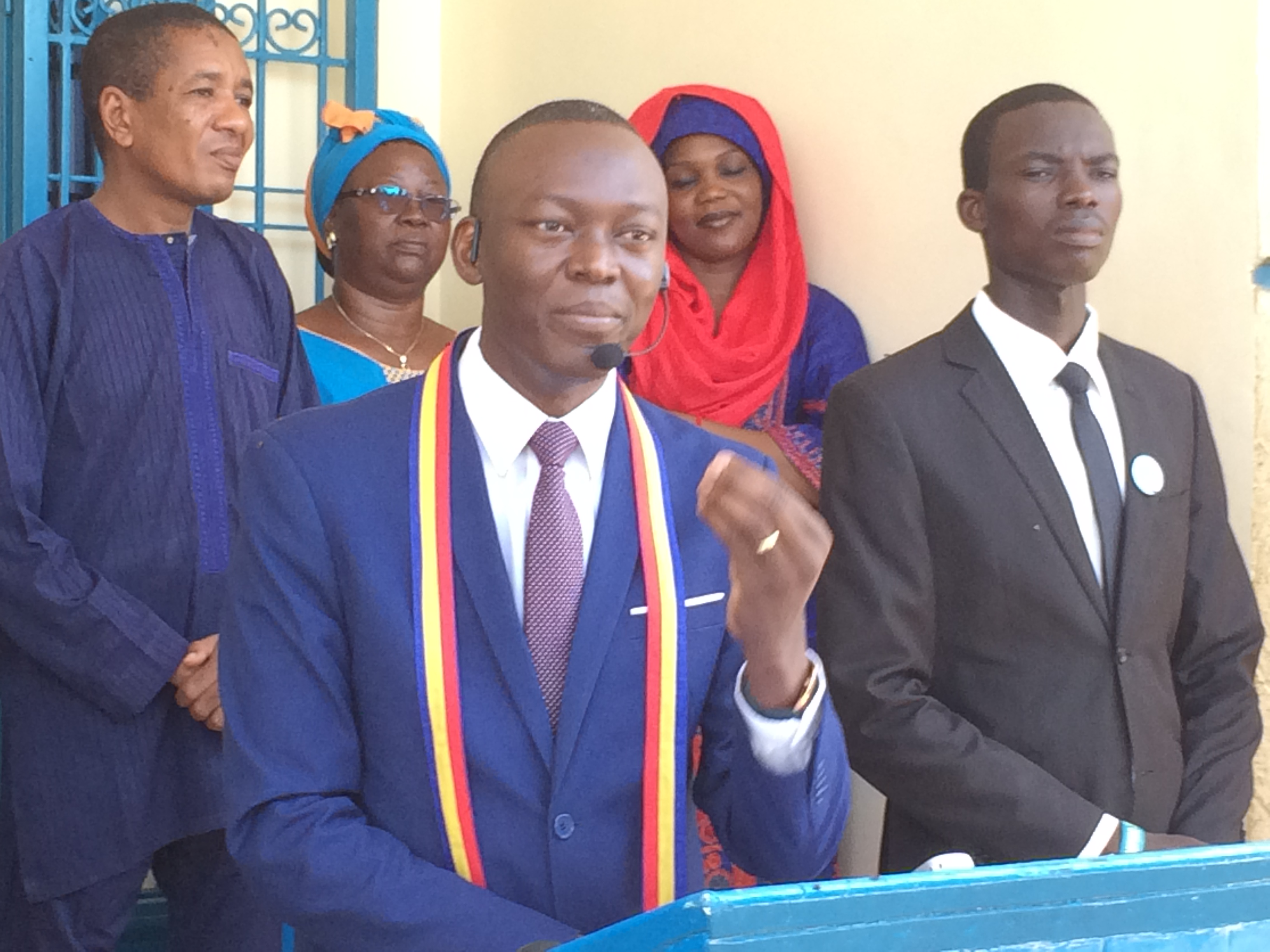
Succès Masra în 2019

#### Fondarea partidului „Les Transformateurs”
În 2018, demisionează din funcția de economist-șef la Banca Africană de Dezvoltare (BAD) pentru a intra în politică.
La 29 aprilie 2018, își lansează mișcarea politică, „Les Transformateurs⁠(d)” (în română „Transformatorii”).. La 2 iunie 2019, o reuniune a partidului este împiedicată de poliție, în contextul în care formațiunea solicita legalizarea sa de către autorități. Partidul este în cele din urmă legalizat la 14 iunie, prin publicarea în jurnalul oficial. În octombrie 2019, partidul face apel la un dialog național.

#### Moartea lui Idriss Déby și simbol al contestării
În octombrie 2020, cu câteva luni înainte de alegerile prezidențiale din Ciad din 2021⁠(d), sub pretextul unor măsuri sanitare legate de pandemia de Covid-19, poliția înconjoară sediile mai multor partide de opoziție, inclusiv pe cel al partidului Les Transformateurs, care încercau să organizeze o reuniune comună. În același timp, adunările electorale ale partidului aflat la putere sunt autorizate. În noiembrie, poliția atacă sediul partidului cu gaze lacrimogene. La 25 decembrie, o manifestație organizată de Les Transformateurs este interzisă și dispersată. Succès Masra, care cere autorităților organizarea unui dialog național pentru a putea participa la scrutin — la care nu poate candida din cauza vârstei — amenință că va face țara „neguvernabilă”. În februarie 2021, un nou marș organizat de partid este interzis și apoi reprimat, iar Succès Masra se refugiază în ambasada Statelor Unite.
Masra se opune candidaturii președintelui Idriss Déby la scrutinul din 11 aprilie 2021. Constituția Ciadului este modificată pentru a-l împiedica să candideze la alegerile prezidențiale. Candidatura lui Masra la alegeri este respinsă.
Succès Masra se întâlnește cu președintele Déby la 16 martie 2021. Cu această ocazie, Masra îi propune amânarea alegerilor prezidențiale. Cu toate acestea, scrutinul are loc, iar Idriss Déby Itno este reales președinte cu 79,32 % din voturi. Legitimitatea acestor alegeri este contestată. Cotidianul francez Le Monde afirmă că Idriss Déby a „îndepărtat, pe cale legală sau prin violență și intimidare, liderii unei opoziții divizate”.
Moartea lui Idriss Déby este anunțată la 20 aprilie 2021. Un Consiliu Militar de Tranziție (CMT), condus de unul dintre fiii săi, Mahamat Idriss Déby, comandant al gărzii prezidențiale, este desemnat să-i ia locul. Acest CMT nu este conform cu prevederile constituționale în cazul unei tranziții, iar Succès Masra denunță ceea ce el numește o „lovitură de stat”. El face apel la ruperea definitivă cu „sistemul” Déby.
El participă la marșurile de la sfârșitul lunii aprilie 2021, organizate împotriva Consiliului Militar de Tranziție (CMT) și care cereau dizolvarea acestuia. Aceste manifestații sunt reprimate, iar represiunea provoacă moartea a aproximativ zece persoane.
La 3 mai 2021, el se întâlnește, împreună cu membri ai echipei sale, cu reprezentanți ai Uniunii Africane pentru a discuta despre situația din Ciad. El propune formarea unui colegiu după modelul malian, care să reunească, sub supravegherea Uniunii Africane, un președinte însărcinat cu tranziția, un vicepreședinte responsabil în special de problemele de securitate, având în vedere situația din țară, precum și un prim-ministru desemnat prin consens pentru a însoți tranziția către alegeri generale.
În octombrie 2021, Masra asistă la congresul de constituire al Partidului Popoarelor Africane – Coasta de Fildeș (PPA-CI), noul partid panafricanist al lui Laurent Gbagbo⁠(d), la Abidjan, unde este întâmpinat cu o amplă ovație.
Consiliul Militar de Tranziție (CMT) încearcă să organizeze un „dialog național inclusiv și suveran” în care să fie reprezentați principalii actori politici și militari ai țării. Masra, în numele partidului Transformatorii, și coaliția cetățenească Wakit Tama cer ca, înainte de începerea dialogului, să fie adoptate condiții „de încredere”: organizarea unui referendum privind viitoarea constituție, interzicerea membrilor militari ai CMT de a candida la următoarele alegeri prezidențiale și separarea puterilor. Dialogul este deschis pe 20 august 2022, însă Transformatorii și Wakit Tama refuză să participe, considerând că decretul care lansează acest dialog poate fi ușor anulat.
La 1 septembrie, militanții partidului Les Transformateurs desfășoară o campanie pe străzile din N'Djaména pentru a încuraja locuitorii să participe la un miting programat pentru 3 septembrie, menit să protesteze împotriva Dialogului Național Inclusiv și Suveran (DNIS). Poliția arestează 84 de militanți (sau 91, potrivit lui Masra) pentru „tulburarea ordinii publice” și „nerespectarea reglementărilor privind manifestațiile în spațiul public”. La scurt timp, sediul partidului este înconjurat de poliție și pus sub blocadă. Au loc manifestații în apropierea sediului, însă acestea sunt reprimate violent de către poliție și armată; aproximativ 200 de militanți sunt arestați. Această represiune determină reprezentanții Bisericii Catolice din cadrul DNIS să își suspende participarea la dialog. Alte organizații amenință, de asemenea, că se vor retrage din DNIS dacă blocada nu este ridicată. Militanții arestați sunt în cele din urmă eliberați câteva zile mai târziu, în urma intervenției facilitatorului pentru dialogul inter-ciadian, Djibrill Bassolé⁠(d).
În septembrie, Masra este convocat de justiție. Potrivit ministrului Justiției, Mahamat Ahmat Alhabo, Masra a făcut, la 5 septembrie 2022, declarații prin care le cerea cetățenilor din Ciad „să se aștepte la ce e mai rău”, motiv pentru care procurorul l-a convocat. Pe 9 septembrie, Masra se prezintă la tribunal însoțit de mii de militanți ai partidului său. Cortegiul său este dispersat de poliție, care trage cu grenade lacrimogene și cu gloanțe reale. Militanții se retrag spre sediul partidului pentru a se refugia, dar poliția îi urmărește și continuă să tragă asupra lor. Aceste violențe sunt criticate atât de opoziție, cât și de Federația Internațională pentru Drepturile Omului, dar și de Mișcarea Patriotica de Salvare, partidul fostului președinte Idriss Déby, iar mai târziu, și de Uniunea Africană, Uniunea Europeană, Statele Unite, Germania și Franța, într-un comunicat comun. Masra vorbește despre 300 de arestări și o mie de răniți. Convocarea judiciară a lui Masra este suspendată.

#### Exil în Camerun, apoi în Statele Unite
La 20 octombrie 2022, represiunea orchestratată de juntă împotriva unei manifestații care se opunea perioadei așa-numitei „tranziții” face oficial 50 de morți, iar potrivit Ligii Ciadiene pentru Drepturile Omului și Organizației Mondiale Împotriva Torturii, 218 morți. Statele Unite, temându-se pentru siguranța ambasadei lor, refuză să-i ofere adăpost, așa cum au făcut în 2021. În timp ce comunitatea internațională se teme de o posibilă execuție sumară a lui Masra, încearcă să convingă autoritățile ciadiene să-i cruțe viața. Masra intră atunci în clandestinitate și părăsește Ciadul, junta permițându-i să plece; ajunge mai întâi în Camerunul vecin, apoi călătorește prin alte țări africane și europene. Ulterior, se stabilește în Statele Unite. Reprimarea lovește însă în susținătorii partidului Les Transformateurs, al căror sediu, luat cu asalt, este lăsat în paragină. Astfel, între 631 de persoane (dintre care 83 de minori), potrivit guvernului, și între 1.500 și 2.000 de persoane, potrivit opoziției, sunt arestate în masă, apoi încarcerate în deșerturi izolate și judecate pentru „insurecție” în procese colective expeditiv desfășurate, fără avocați.
În timpul exilului său, în vederea facilitării revenirii în țară, Succès Masra stabilește contacte în străinătate cu actori implicați în găsirea unei soluții politice la criza din Ciad. De asemenea, societăți occidentale de lobby pledează în favoarea sa pe lângă cancelariile americană, franceză, belgiană și congoleză.
La 11 august 2023, Succès Masra își anunță întoarcerea iminentă în Ciad. În octombrie 2023, când data revenirii sale este fixată pentru 18 octombrie, este făcut public un „mandat de arestare internațional” emis pe 8 august 2023 de către procurorul general pe lângă Curtea de Apel din N'Djamena, Mahamat Elhadj Abba Nana. Justiția din Ciad îl acuză pe Succès Masra că, în mai 2023, a făcut declarații „care incită la ură și revoltă” și că ar fi încercat o „atingere la ordinea constituțională”. La scurt timp, 72 de militanți ai partidului Les Transformateurs, care urmau să asigure securitatea lui Succès Masra la eventuala sa revenire, sunt arestați și încarcerați. Guvernul interzice, de asemenea, companiilor aeriene să-i permită lui Masra să se îmbarce într-un avion cu destinația către un aeroport din Ciad.
La 31 octombrie 2023, medierea facilitată de Félix Tshisekedi, președintele Republicii Democratice Congo și mandatată de Comunitatea Economică a Statelor din Africa Centrală, obține un acord, numit „acordul de la Kinshasa”, între junta militară din Ciad și Masra, pentru revenirea acestuia din urmă în Ciad. Totuși, nu este anunțată nicio dată de întoarcere, iar statutul mandatului de arest emis de Ciad nu este clarificat public.

#### Întoarcerea în Ciad, apoi numirea ca prim-ministru
La 3 noiembrie 2023, Masra se întoarce la N'Djamena, unde este întâmpinat de doi miniștri, Abderaman Koulamallah⁠(d) și Aziz Mahamat Saleh. În schimbul acestei reveniri, el s-a angajat să recunoască instituțiile tranziției și să accepte procesul electoral. Totuși, acordul este respins de restul opoziției, care îl denunță ca fiind un „acord înșelător”, în special Yaya Dillo Djérou, care critică amnistierea autorilor masacrului din octombrie 2022. Procedura judiciară împotriva lui Masra este încă în desfășurare, doar mandatul de arest fiind suspendat. În aceeași lună, el se întâlnește cu Mahamat Idriss Déby, șeful juntei, într-o întrevedere descrisă de ambele părți ca fiind constructivă.
În timpul campaniei pentru referendumul constituțional din 17 decembrie 2023, Masra alege într-o primă fază să nu își exprime opinia. Această „non-alegere” este uneori interpretată ca o consecință a acordului de la Kinshasa dintre Masra și Mahamat Idriss Déby. Masra preferă să considere că trebuie să facă concesii pentru „reconciliere”. Pe 11 decembrie, Masra face totuși apel la vot în favoarea noii constituții propuse de executiv; deși recunoaște că aceasta nu este perfectă, o consideră mai bună decât cele precedente. Respingerea referendumului ar prelungi „tranziția” aflată în curs din lovitura de stat din 2021, iar el apreciază că dorința populației ciadiene este de a evita prelungirea acestei tranziții. El se angajează, totuși, să amendeze textul constituției dacă partidul său va ajunge la putere. Noua constituție este aprobată cu aproape 86% din voturi.

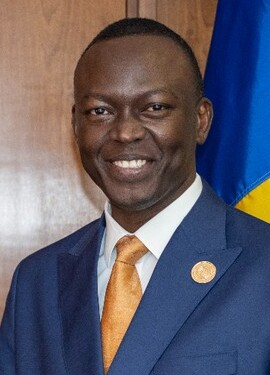
Succès Masra în 2024

La 1 ianuarie 2024, Succès Masra este numit prim-ministru, primul din noua A Cincea Republică. Această decizie nu surprinde opoziția, care îl acuză pe Masra că a avut întotdeauna ambiția de a conduce guvernul și că va lucra pentru realegerea președintelui în funcție. El este de asemenea criticat în rândurile propriului partid, din partea opoziției, în opinia publică și chiar în diaspora pentru această schimbare de poziție. Numirea sa este percepută, de altfel, ca făcând parte din acordul din octombrie. În plus, guvernul, format într-un timp record înainte ca Masra să își preia oficial funcția, pare să-i fi fost impus de către putere. Doi vicepreședinți ai partidului obțin însă, respectiv, portofoliul Educației Naționale și un secretariat de stat în domeniul Justiției.
Una dintre primele sale măsuri este renunțarea la salariul de prim-ministru. El își recrutează membrii cabinetului prin lansarea unor apeluri de candidatură. Confruntat cu o grevă a cadrelor didactice, reușește să pună capăt acesteia. De asemenea, se confruntă cu corupția, cu o criză energetică, cu inflația și cu dificultățile legate de costul vieții, în timp ce țara se confruntă și cu probleme de insecuritate, acces limitat la apă, precum și cu provocări legate de sistemul de sănătate.
La 3 martie 2024, Succès Masra își anunță candidatura la alegerile prezidențiale din 6 mai 2024. El este oficial desemnat drept candidat al partidului său pe 10 martie. La 24 martie 2024, Consiliul Constituțional validează candidatura sa la alegerile prezidențiale. Campania electorală este marcată de duelul dintre Mahamat Idriss Déby, aflat în căutarea legitimității electorale, și principalul său rival, Succès Masra, care desfășoară o adevărată campanie, până într-acolo încât trezește îngrijorarea observatorilor în contextul unei instabilități regionale tot mai accentuate. La fel ca Mahamat Idriss Déby, Masra adună mii de persoane la mitingurile sale. Orator mai bun, Masra este favorit în sondaje. Totuși, deznodământul scrutinului este considerat a fi în mare măsură sub controlul baronilor regimului, care păstrează controlul asupra instituțiilor electorale ale țării.

#### Înfrângerea la alegerile prezidențiale și contestarea rezultatelor
La 9 mai 2024, Succès Masra (18,53 % din voturi) este învins la urne de Mahamat Idriss Déby (61,03 %), președintele tranziției.
La 13 mai 2024, Succès Masra contestă rezultatele și solicită anularea scrutinului prezidențial. La 22 mai, Succès Masra își prezintă demisia, împreună cu cea a guvernului său.
La 20 octombrie 2024, denunțând un scrutin aranjat dinainte, Succès Masra anunță că partidul său va boicota alegerile legislative din 2024. În noiembrie 2024, el califică aceste alegeri drept o „mascaradă” și acuză Franța că „încetinește” procesul democratic prin sprijinul acordat președintelui Mahamat Idriss Déby.
Masra este arestat la 16 mai 2025. El este acuzat de justiție de „incitare la ură”, „complicitate la asasinat”, „incendieri voluntare” și „profanare de morminte”. Justiția îi atribuie un rol în atacul asupra satului Mandakao, din regiunea Logone Occidental, petrecut la 14 mai. Acest atac s-a soldat cu 42 de morți.